# Fatima Ezzahra Gardadi
Fatima Ezzahra Gardadi (ur. 20 marca 1992 w Safi) – marokańska lekkoatletka, specjalizująca się w biegach długich. Wielokrotna medalistka Mistrzostw panarabskich w lekkoatletyce, brązowa medalistka mistrzostw świata 2023.

## Osiągnięcia
| Rok  | Zawody                  | Miejsce   | Konkurencja      | Rezultat | Czas     | Źródło |
| ---- | ----------------------- | --------- | ---------------- | -------- | -------- | ------ |
| 2019 | Mistrzostwa panarabskie | Kair      | Bieg na 5000 m   | 3        | 17:37,28 | [ 2 ]  |
| 2021 | Mistrzostwa panarabskie | Radis     | Bieg na 10 000 m | 1        | 34:58,10 | [ 3 ]  |
| 2023 | Mistrzostwa panarabskie | Marrakesz | Półmaraton       | 2        | 1:17:05  | [ 4 ]  |
| 2023 | Mistrzostwa świata      | Budapeszt | Maraton          | 3        | 2:25:17  | [ 5 ]  |
| 2024 | Igrzyska olimpijskie    | Paryż     | Maraton          | 11       | 2:26:30  |        |